# Honorat de Meynier
Honorat de Meynier, né à Pertuis, dans le Vaucluse, en 1570, mort en 1638, est un militaire catholique, protagoniste des guerres de religion. Il publia quelques ouvrages, dont un livre de Paradoxes, édité en 1624. On trouve dans cet ouvrage quelques définitions et théorèmes ďEuclide. Meynier demeure dans ces ouvrages un farouche ennemi des protestants, ce qui lui attira les critiques d'Albert Girard.

## Publication
- Paradoxes de Meynier contre les mathématiciens qui abusent la jeunesse, ensemble les définitions, théorèmes et maximes d'Euclides, d'Archimède, de Proclus, de Sacrobosco et d'Aristote, Paris, J. Jacquin, 1624.

## Sources
- Marie Lacoarret, Les traductions françaises des œuvres d'Euclide In: Revue d'histoire des sciences et de leurs applications. 1957, Tome 10 no 1. pp.  38-58.
- Un portrait de Meynier.